# 遊◎機械/全自動シアター
遊◎機械/全自動シアター（ゆうきかいぜんじどうシアター）は、かつて存在した日本の劇団。1983年結成。2002年解散。

## 概要
1983年、早稲田大学演劇研究会出身の白井晃、高泉淳子、吉澤耕一を中心に結成された。当初は座付き作家を持たず集団創作による作品づくりを行っていたが、1991年初演の「ラ・ヴィータ」より、高泉淳子の戯曲を白井晃が演出するというスタイルが定着した。

## 主な俳優
- 白井晃
- 高泉淳子
- 吉澤耕一
- 陰山泰
- 江口歩
- 小山彰一
- 飯島由美
- 篠崎はるく
- 松本一郎
- 木下マキ
- 富浜薫

## 全公演記録
1984年 - 1989年
- 旗揚げ公演「忘れ標識、誰が僕」
- 第2回公演「星のないぷらねたりうむ～この夢は、南天の木の下のバクに喰わせ～」
- 第3回公演「凍てついた果ての夏〜ぼくのいるすはぼくのるす〜」
- 第4回公演「夜の地球☆たち〜みるまにきえるゆめのきず〜」
- SEASON OFF シアターらいぶ　Part1「気違い仲間のお茶の会〜ぼくはコーヒーのスプーンでぼくの人生をはかった〜」
- 第5回公演「僕の時間の深呼吸ぼくは夜中に台所でこっそり懐中時計を呑みこんだ〜」
- 第6回公演「眠らない僕の夜〜ごつごつした月の穴に僕は兎を飼っている〜」
- SEASON OFF シアターらいぶ　Part2「涙なしで玉ねぎの皮をむく方法〜むかし僕の台所は涙でいっぱいだった〜」
- 第7回公演「学習図鑑〜見たことのない小さな海の巨人の僕の必需品〜」
- 第8回公演「僕の時間の深呼吸 Vol.2〜ぼくは夜中に台所でこっそり懐中時計を呑みこんだ〜」
- 第9回公演「ベビールーム〜僕が喋った最後の夏〜」
- SEASON OFF シアターらいぶ　Part3「遊◎機械／SEASON OFFシアターらいぶ PartⅢ」
- 第10回公演「シングルライフ〜休息の存在をめぐる冒険〜」
- 第11回公演「学習図鑑 Vol.2〜見たことのない小さな海の巨人の僕の必需品〜」

1990年 - 1999年
- 第12回公演「ムーンライト〜夏の夜の不思議な夢の物語〜」
- SEASON OFF シアターらいぶ　Part4「マジックタイム」
- 第13回公演「僕の時間の深呼吸 Vol.3〜ぼくは夜中に台所でこっそり懐中時計を呑みこんだ〜」
- 第14回公演「ラ・ヴィータ〜愛と死をみつめて〜」
- シアターらいぶ「マジックタイム２」
- 第15回公演「ライフレッスン〜『学習図鑑』を捨て去り巨人に挑む僕たちへ〜」
- 第16回公演「オーマイパパ」
- 第17回公演「僕の時間の深呼吸」
- 第18回公演「ラ･ヴィータ〜愛と死をみつめて〜」
- 第19回公演「独りの国のアリス〜むかし、むかし、私はアリスだった…〜」
- 第20回公演「ムーンライト〜夏の夜の不思議な夢の物語〜」
- 第21回公演「ライフレッスン〜『学習図鑑』を捨て去り巨人に挑む僕たちへ〜」
- 第22回公演「こわれた玩具」
- 第23回公演「食卓の木の下で〜あの日、あの時、みんな笑った〜」
- 第24回公演「オーマイパパ」
- 第25回公演「アナザデイ」

2000年 - 解散
- 第26回公演「メランコリー・ベイビー」
- 第27回公演「食卓の木の下で〜あの日、あの時、みんな笑った〜」
- 第28回公演「ラ・ヴィータ〜愛と死をみつめて〜」
- THE LAST SHOW「クラブ・オブ・アリス」

劇団公演とは別に、芝居とジャズ音楽を組み合わせたショー青山円形劇場プロデュース「ア・ラ・カルト 役者と音楽家のいるレストラン」を1989年から2008年まで、毎年年末に公演した。